# Słucz (gromada)
Słucz – dawna gromada, czyli najmniejsza jednostka podziału terytorialnego Polskiej Rzeczypospolitej Ludowej w latach 1954–1972.
Gromady, z gromadzkimi radami narodowymi (GRN) jako organami władzy najniższego stopnia na wsi, funkcjonowały od reformy reorganizującej administrację wiejską przeprowadzonej jesienią 1954 do momentu ich zniesienia z dniem 1 stycznia 1973, tym samym wypierając organizację gminną w latach 1954–1972.
Gromadę Słucz z siedzibą GRN w Słuczu utworzono – jako jedną z 8759 gromad – w powiecie grajewskim w woj. białostockim, na mocy uchwały nr 15/V WRN w Białymstoku z dnia 4 października 1954. W skład jednostki weszły obszary dotychczasowych gromad Słucz, Zakrzewo, Wiązownica i Mikuty ze zniesionej gminy Radziłów w tymże powiecie oraz Glinki ze zniesionej gminy Przytuły w powiecie łomżyńskim. Dla gromady ustalono 17 członków gromadzkiej rady narodowej.
1 stycznia 1969 do gromady Słucz przyłączono wsie Rydzewo-Pieniążki i Rydzewo Szlacheckie ze zniesionej gromady Czerwonki oraz wsie Jaki, Niebrzydy, Nieciki i Szymany ze zniesionej gromady Ławsk.
Gromada przetrwała do końca 1972 roku, czyli do kolejnej reformy gminnej.